# Tressau
Tressau ist ein Gemeindeteil der Gemeinde Kirchenpingarten im Landkreis Bayreuth (Oberfranken, Bayern). Die Gemarkung Tressau hat eine Fläche von 7,067 km². Sie ist in 690 Flurstücke aufgeteilt, die eine durchschnittliche Fläche von 10241,47 m² haben. In ihr liegen neben dem namensgebenden Ort die Gemeindeteile Kirmsees und Zengerslohe.

## Geographie
Das Dorf liegt auf freier Flur am Heinersbach (im Unterlauf Tauritzbach genannt), einem rechten Zufluss der Haidenaab. Die Kreisstraße BT 42 führt nach Speichersdorf zur Bundesstraße 22 (3 km südlich) bzw. nach Kirchenpingarten zur Staatsstraße 2177 (2,1 km nördlich). Eine Gemeindeverbindungsstraße führt nach Fischbach (3,4 km nordwestlich) und eine Anliegerstraße führt nach Zengerslohe (0,9 östlich).

## Geschichte
Der Ort wurde 1285 im Herzoglichen Urbar als „Drysow“ erstmals urkundlich erwähnt. Das Rittergut Tressau gehörte ursprünglich zur Herrschaft Waldeck, der die Hochgerichtsbarkeit zustand. Das Rittergut erhielt die niedere Gerichtsbarkeit. 1630 wurde diese vom Kurfürstlichen Landrichteramt Waldeck-Kemnath eingezogen, das in der Nachfolge der Herrschaft Waldeck bereits die Hochgerichtsbarkeit hatte. Die Grundherrschaft hatte das kurfürstliche Kastenamt Kemnath (Immenreuther Gezirk). Laut dem Steuerbuch von 1714 bestand Tressau aus 20 Anwesen (landgerichtisch: 1 Hof, 2 Halbhöfe, 3 Güter, 1 Gütel, 2 Inwohner; landsässisch: 2 Güter, 9 Gütel, 1 ödes Gütel, 1 Häusel).
Infolge des Gemeindeedikts wurde 1808 der Steuerdistrikt Tressau gebildet. Neben dem Hauptort gehörten zu diesem Kirmsees, Langengefäll, Reislas und Zengerslohe. Zu der 1818 gegründeten Ruralgemeinde Tressau gehörten Kirmsees und Zengerslohe. Sie war in Verwaltung und Gerichtsbarkeit dem Landgericht Kemnath zugeordnet und in der Finanzverwaltung dem Rentamt Kemnath. In der freiwilligen Gerichtsbarkeit unterstanden die landsässischen Untertanen von 1818 bis 1848 dem Patrimonialgericht 2. Klasse Tressau. Am 1. Oktober 1857 wurde die Gemeinde an das Landgericht Weidenberg und dem Rentamt Bayreuth  (1919 in Finanzamt Bayreuth umbenannt) überwiesen. Ab 1862 gehörte Tressau zum Bezirksamt Bayreuth (1939 in Landkreis Bayreuth umbenannt). Die Gerichtsbarkeit blieb beim Landgericht Weidenberg (1879 in Amtsgericht Weidenberg umgewandelt), seit 1931 ist das Amtsgericht Bayreuth zuständig. Die Gemeinde hatte 1964 eine Gebietsfläche von 7,069 km². Im Zuge der Gebietsreform in Bayern wurde die Gemeinde Tressau am 1. April 1971 nach Kirchenpingarten eingemeindet.

### Baudenkmäler
- Haus Nr. 23: Ehemalige Mühle[16]
- Haus Nr. 26: Ehemaliges Schloss[16]
- Elf Grenzsteine[16]
- Steinkreuz[16]
- Kreuzstein und Grenzstein der ehemaligen Pfälzer Handelsstraße[16]

### Einwohnerentwicklung
Gemeinde Tressau
| Jahr      | 1824  | 1840   | 1852   | 1855   | 1861   | 1867   | 1871   | 1875   | 1880   | 1885   | 1890   | 1895   | 1900   | 1905   | 1910   | 1919   | 1925   | 1933   | 1939   | 1946   | 1950   | 1952   | 1961   | 1970   |
| Einwohner | 260   | 234    | 363    | 350    | 370    | 373    | 376    | 363    | 383    | 349    | 322    | 317    | 328    | 343    | 369    | 371    | 346    | 338    | 347    | 416    | 385    | 353    | 316    | 323    |
| Häuser    | 48    |        |        |        |        |        | 55     |        |        | 57     | 59     |        | 58     |        |        |        | 59     |        |        |        | 59     |        | 61     |        |
| Quelle    | [ 9 ] | [ 18 ] | [ 18 ] | [ 18 ] | [ 19 ] | [ 20 ] | [ 21 ] | [ 22 ] | [ 23 ] | [ 24 ] | [ 25 ] | [ 18 ] | [ 26 ] | [ 18 ] | [ 27 ] | [ 18 ] | [ 28 ] | [ 18 ] | [ 18 ] | [ 18 ] | [ 29 ] | [ 18 ] | [ 13 ] | [ 30 ] |

Ort Tressau
| Jahr      | 001818 | 001824 | 001861 | 001871 | 001885 | 001900 | 001925 | 001950 | 001961 | 001970 | 001987 |
| Einwohner | 165    | 153    | *217   | 213    | 188    | 195    | 182    | 201    | 154    | 161    | 176    |
| Häuser    |        | 27     |        |        | 31     | 31     | 31     | 30     | 31     |        | 36     |
| Quelle    | [ 31 ] | [ 9 ]  | [ 19 ] | [ 21 ] | [ 24 ] | [ 26 ] | [ 28 ] | [ 29 ] | [ 13 ] | [ 30 ] | [ 1 ]  |

## Religion
Tressau ist römisch-katholisch geprägt und nach St. Jakobus der Ältere (Kirchenpingarten) gepfarrt.